# Akatsi District
Akatsi District är ett distrikt i Ghana.   Det ligger i regionen Voltaregionen, i den sydöstra delen av landet, 130 km nordost om huvudstaden Accra. Antalet invånare är 93 483. Arean är 1,1 kvadratkilometer.
Terrängen i Akatsi District är mycket platt.